# Jeßnitz (Anhalt)
Jeßnitz (Anhalt) ist ein Ortsteil der Stadt Raguhn-Jeßnitz. Er liegt nördlich von Bitterfeld-Wolfen.

## Geografie

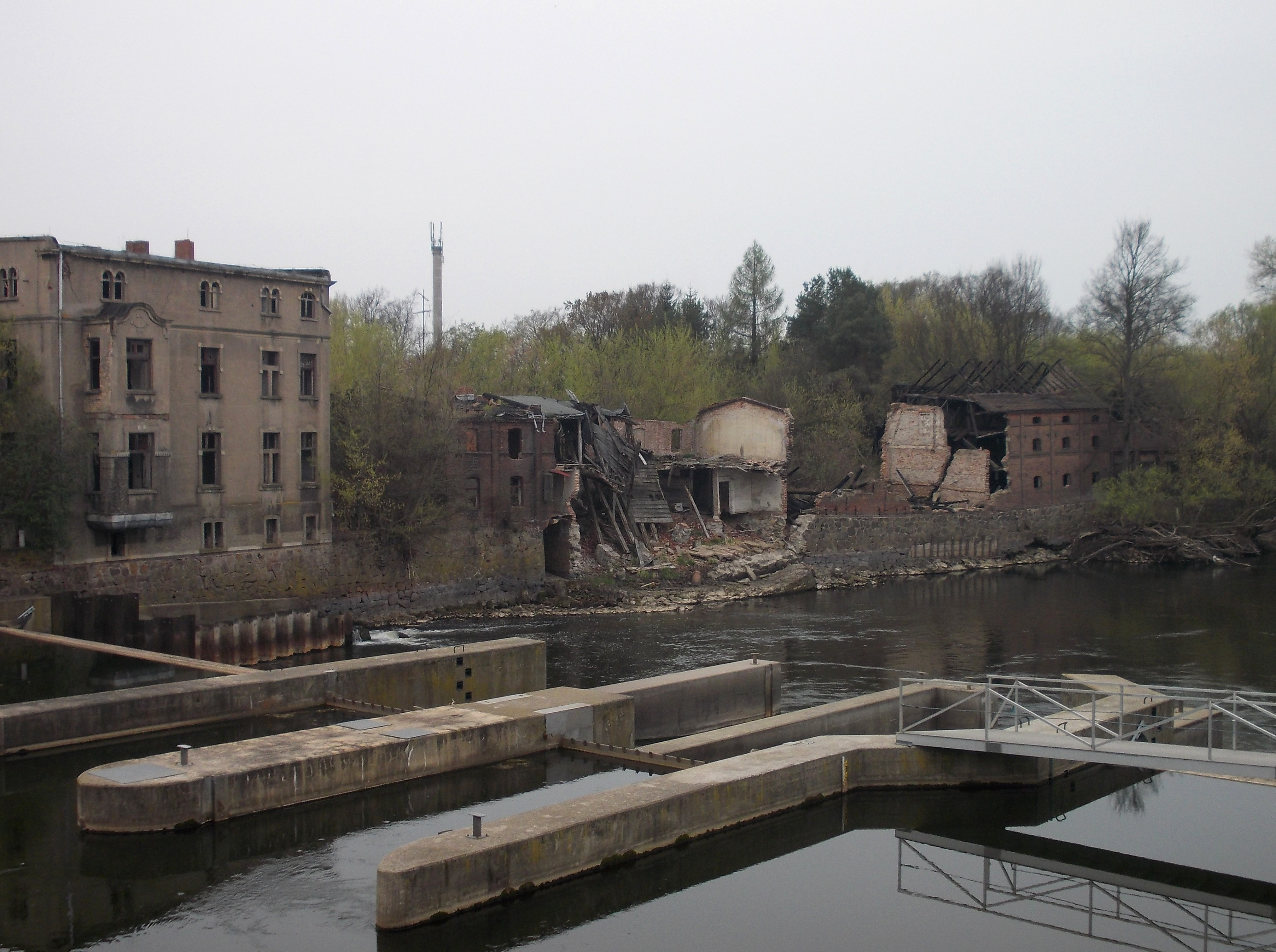
Muldewehr

Jeßnitz liegt in einer Auenlandschaft am unteren Abschnitt der Mulde und ihrem hier mündenden Nebenfluss Fuhne. Östlich der Stadt beginnt die Dübener Heide. Nächstgelegene größere Städte sind das direkt benachbarte Wolfen im Süden, Dessau etwa 20 km nördlich, Halle (Saale) etwa 30 km südwestlich und Leipzig etwa 35 km südlich.

## Geschichte

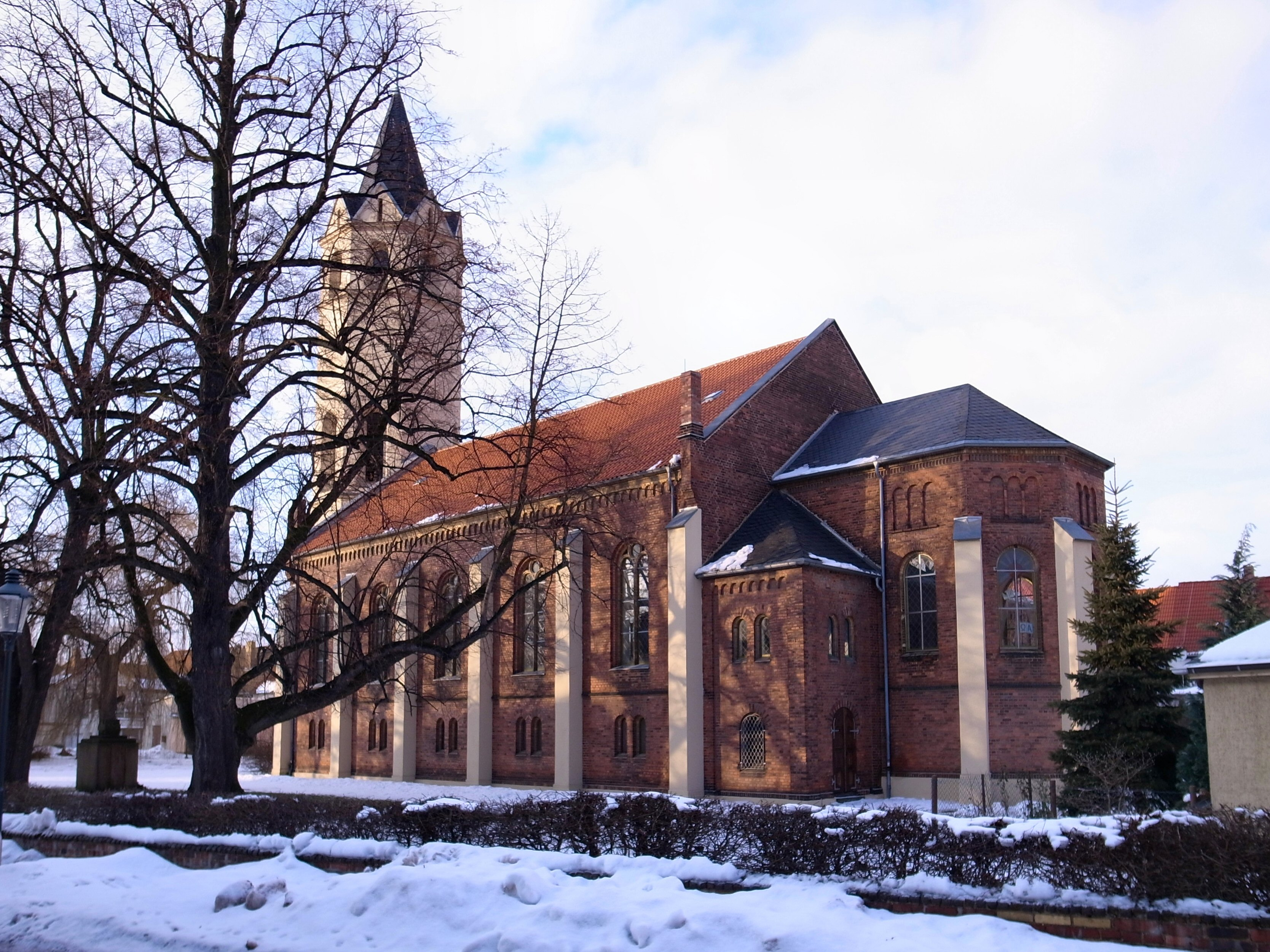
St.-Marien-Kirche

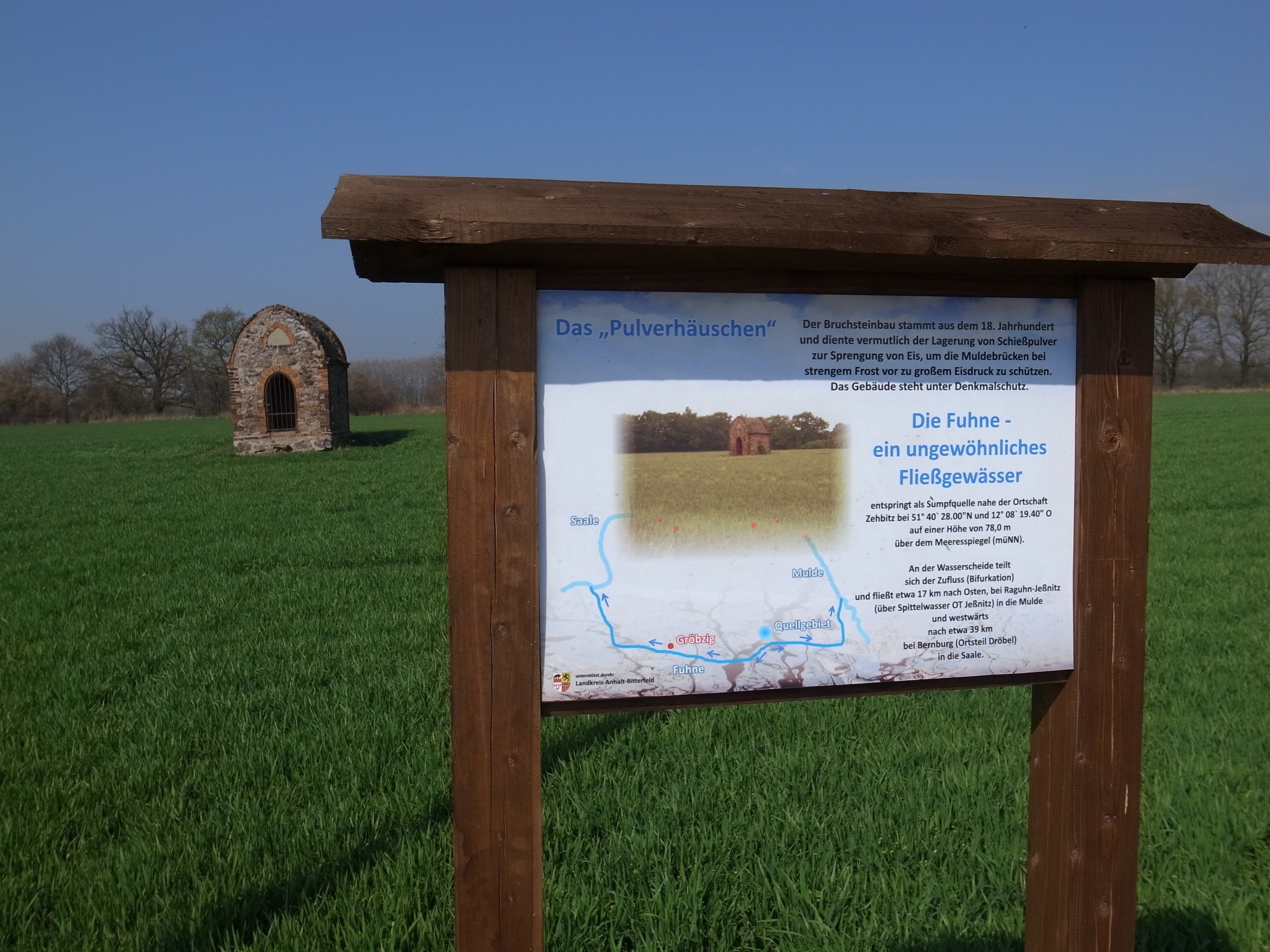
Pulverhäuschen und Informationstafel zur Fuhne

### Ursprünge
In einer Magdeburger Urkunde vom 17. Oktober 1259 wird der Name Jeßnitz erstmals zuverlässig erwähnt. Laut Überlieferung soll der Ort aber bereits im Jahre 1156 urkundlich aufgeführt worden sein. Der historische Stadtkern westlich der Mulde ging wahrscheinlich aus einer Fischersiedlung hervor. Im Jahr 1401 wird Jeßnitz als Stadt erwähnt. Der Name der Stadt lautete im Jahr 1265 Jezzant, 1285 de Jezaniz, 1297 Jessenitz und 1408 Geßnitz. Der Name ist zum althochdeutschen Wort jesän und dem mittelhochdeutschen jesen (= gären, aufbrodeln, schäumen) zu stellen, basierend auf dem indogermanischen Verbalstamm *ıës- (= wallen, schäumen). Damit wird vermutlich das Wesen der Mulde beschrieben. Später erfolgte eine Angleichung an die „-itz“-Namen der Umgebung.
Eine andere Namenserklärung stellt Jeßnitz zum Wort jesion (slaw.) für Esche, da sich die Siedlung inmitten slawischen Siedlungsgebietes befand.

### Frühe Neuzeit
Im Jahre 1408 erhielt Fürst Albrecht VI. von Anhalt-Dessau die Stadt als Meißnisches Lehen. 1534 führte der Reformator Fürst Georg III. von Anhalt-Dessau die lutherische Reformation ein. 1567 vernichtete ein Großfeuer viele Häuser der Stadt, darunter das Rathaus. 1583, 1610–1613 und 1632 wurde die Stadt von der Pest heimgesucht, der ein großer Teil der Bevölkerung zum Opfer fiel.

### 21. Jahrhundert

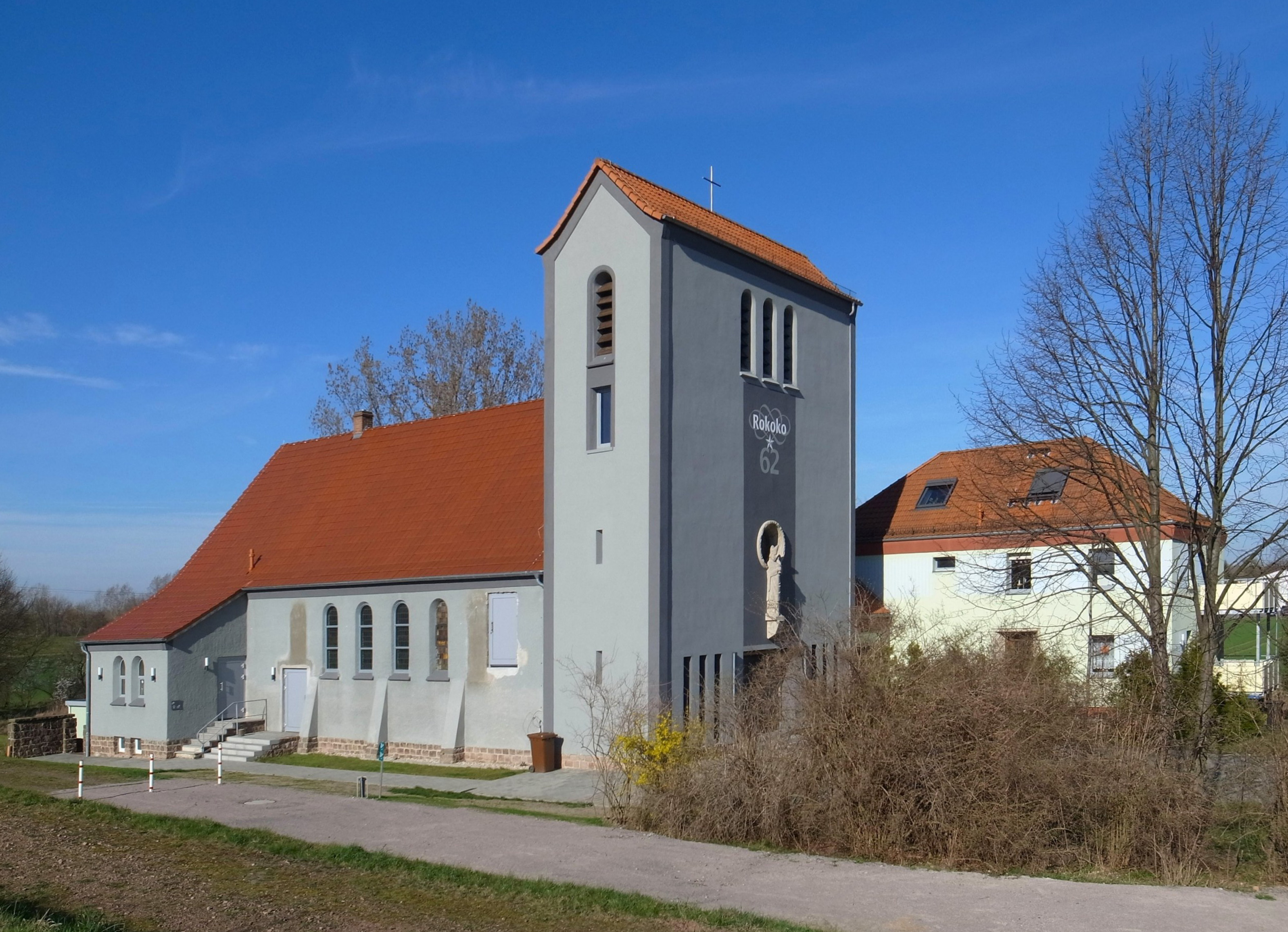
Ehem. katholische Kirche

Zu einer Namensänderung kam es am 16. April 2002, als sich die Stadt von Jeßnitz in Jeßnitz (Anhalt) umbenannte.
Im August 2002 wurde die Stadt in weiten Teilen durch das Elbhochwasser 2002, welches auch die Mulde betraf, überflutet. Infolgedessen wurde überlegt, auch die 1954/55 erbaute katholische St.-Norbert-Kirche abzureißen. Stattdessen wurde die Kirche jedoch zu einem Veranstaltungsort umgebaut.
Am 1. Januar 2010 schlossen sich die bis dahin selbstständigen Städte Jeßnitz (Anhalt) und Raguhn sowie die Gemeinden Altjeßnitz, Marke, Retzau, Schierau, Thurland und Tornau vor der Heide zur Stadt Raguhn-Jeßnitz zusammen. Gleichzeitig wurde die Verwaltungsgemeinschaft Raguhn, zu der Jeßnitz (Anhalt) seit dem 1. Januar 2005 gehörte, aufgelöst.

### Eingemeindungen
- 1936: Roßdorf

### Ausgemeindungen
- 1961: Steinfurth nach Wolfen

### Einwohnerentwicklung
| Jahr | Einwohner |
| ---- | --------- |
| 1787 | 1.531     |
| 1871 | 3.616     |
| 1927 | 6.313     |
| 1947 | 12.098    |

| Jahr   | Einwohner |
| ------ | --------- |
| 1970   | 6.952     |
| 1990   | 4.239     |
| 2000   | 3.876     |
| 2005 ¹ | 3.745     |

¹ 30. Juni

## Politik

### Wappen
Das Wappen wurde am 31. Mai 1994 durch das Regierungspräsidium Dessau genehmigt und im Landeshauptarchiv Magdeburg unter der Wappenrollennummer 25/1994 registriert.
Blasonierung: „In Silber aus blauem Wellenschildfuß wachsend zwei gefugte rote Türme mit Kuppeldächern, darauf je eine Kugel mit beknauftem Kegel, zwischen den Türmen schwebend eine rote Spindel und ein rotes Garnknäuel pfahlweise.“
Die Stadtfarben zeigen Rot-Weiß.
Das Wappenbild entstammt einem alten Stadtsiegel aus dem 17. Jh. Die beiden Türme im Wappen symbolisieren nicht das Stadttor, sondern leiten sich aus der Kirche mit zwei Türmen (1596 eingestürzt) ab. Spindel und Garnknäuel symbolisieren die Tuchmacherei als früheren Hauptbeschäftigungszweig der Stadt.

### Flagge
Die Flagge wurde am 22. Juni 2000 durch das Regierungspräsidium Dessau genehmigt.
Die Flagge ist Rot – Weiß gestreift. Das Stadtwappen ist mittig auf die Flagge aufgelegt.

### Partnerschaften
- Bobenheim-Roxheim (Rheinland-Pfalz)
- Chevigny-Saint-Sauveur im Département Côte-d’Or (Frankreich)

## Kultur und Sehenswürdigkeiten

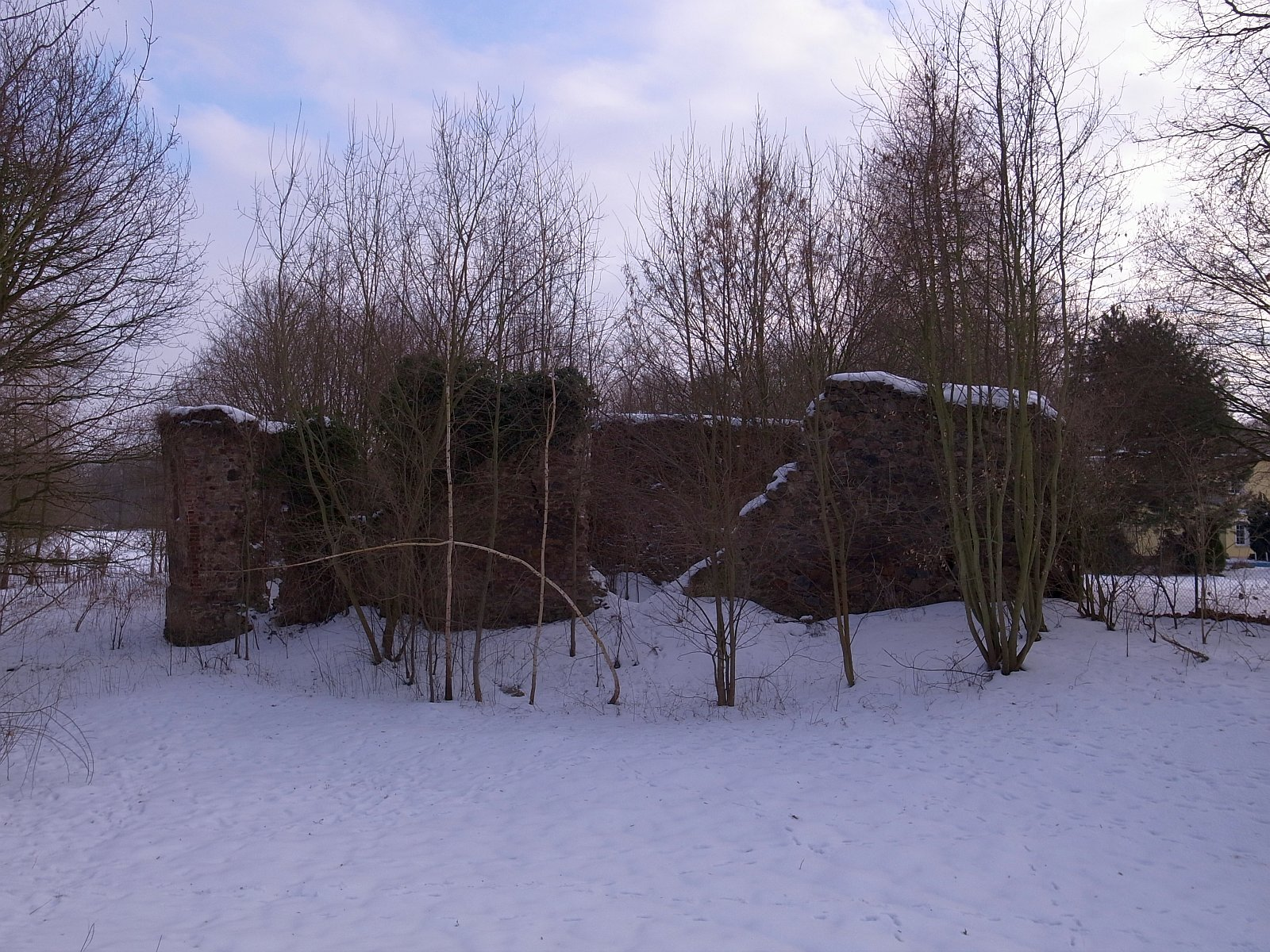
Klosterruine Salegast

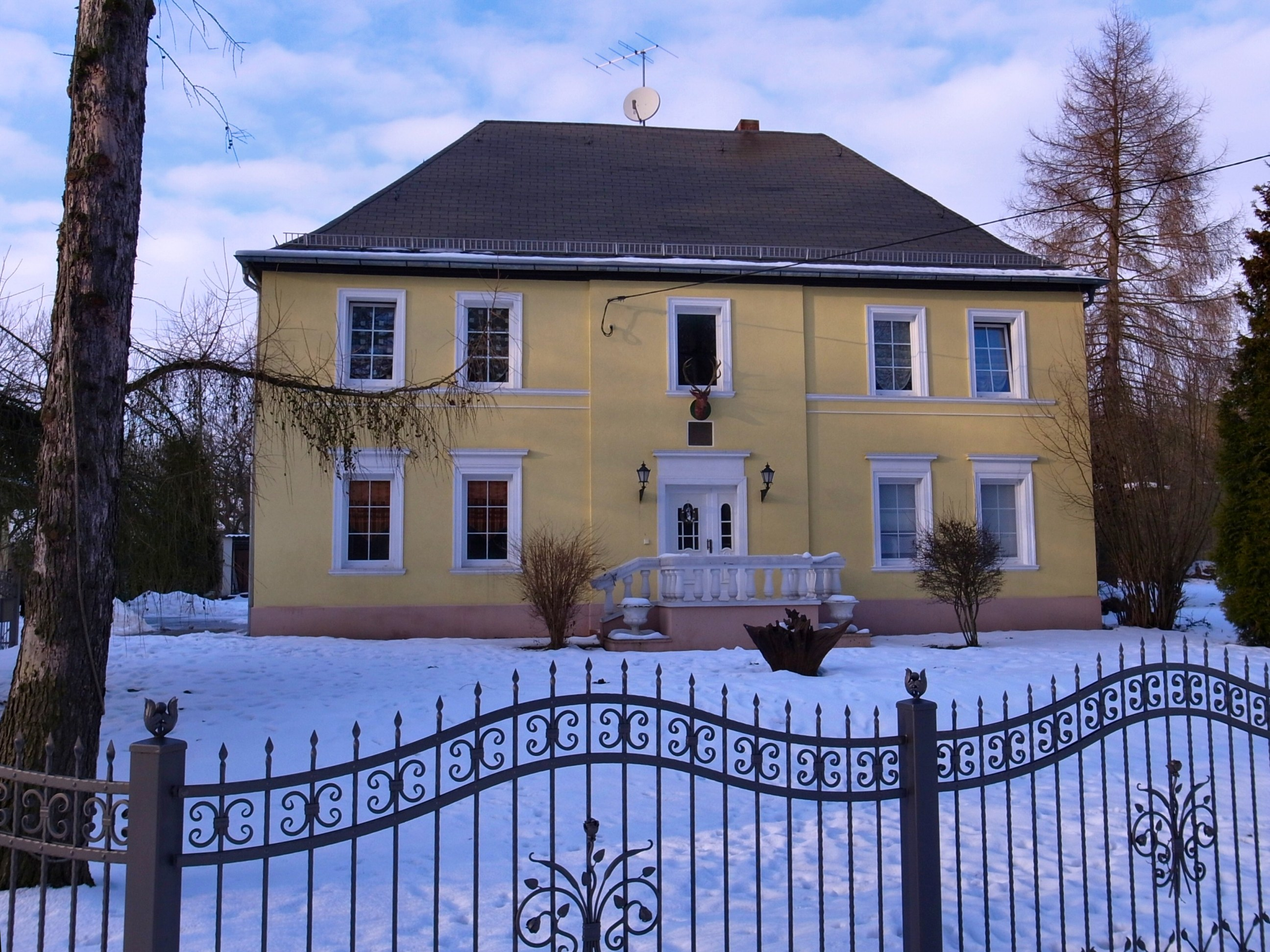
Forsthaus

- Klosterruine Salegast im südlich des Ortes angrenzenden Naturschutzgebiet Salegaster Forst (450 ha großer Auwald)
- Evangelische St.-Marien-Kirche
- Pulverhäuschen aus dem 18. Jahrhundert, vermutlich zur Lagerung von Schießpulver, um durch Sprengung von Eis die Muldebrücken zu schützen
- Forsthaus Salegast
- Umgebauter Wasserturm

## Verkehr

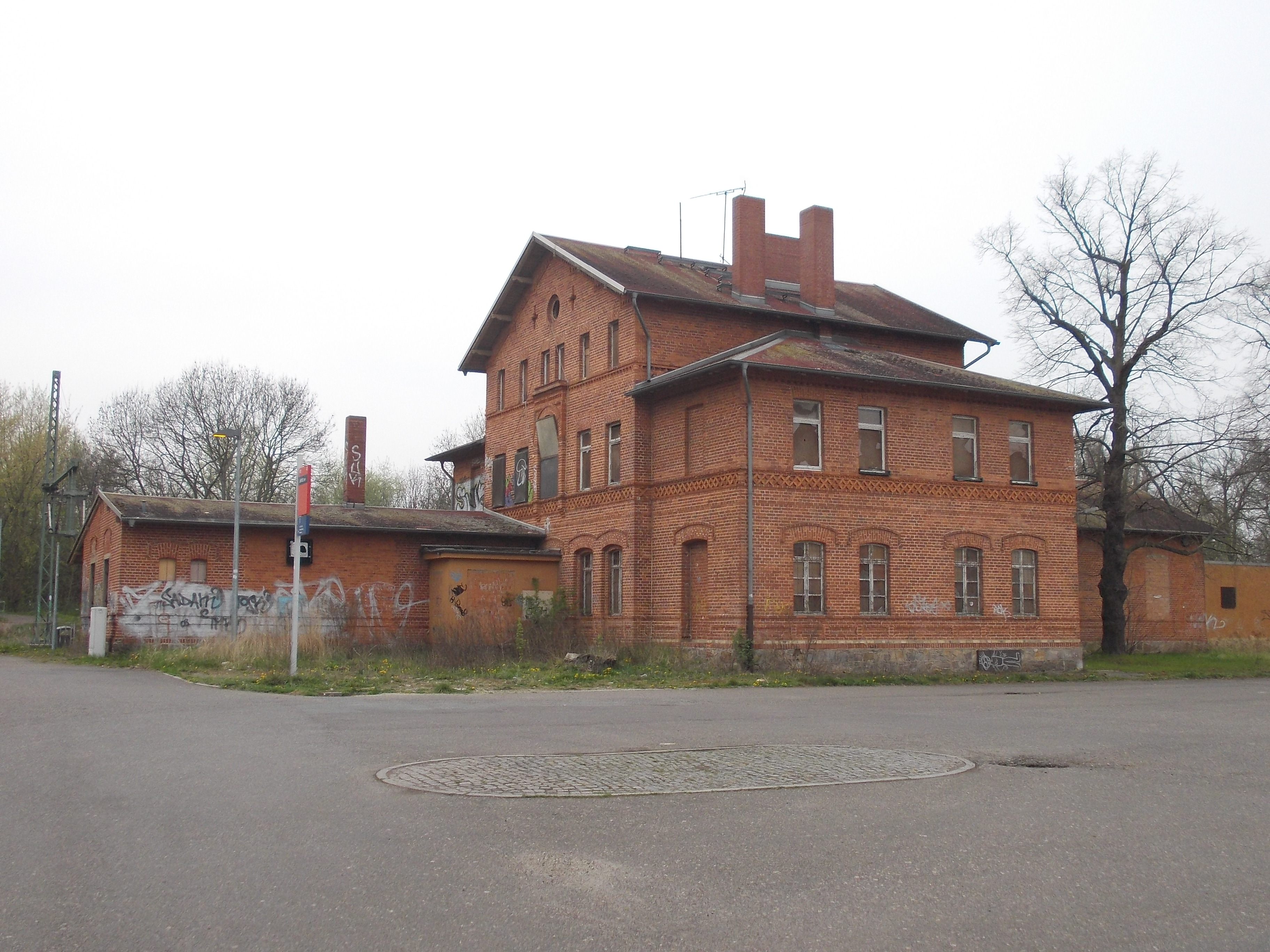
Früheres Empfangsgebäude des Bahnhofs, 2023 abgerissen

Am westlichen Rand von Jeßnitz führt die Bahnstrecke Trebnitz–Leipzig vorbei. Jeßnitz besitzt an dieser einen Haltepunkt. Das zugehörige Empfangsgebäude von 1857 wurde auf Bestreben der Gemeinde im Jahr 2023 abgerissen.

## Gedenkstätte
- Mahnmal von 1952 auf dem Alten Friedhof, seit 1956 in die August-Bebel-Straße (heute Leopoldstraße) versetzt, zur Erinnerung an die Kämpfer gegen den Faschismus

## Persönlichkeiten

### Söhne und Töchter der Stadt
- Hermann Conradi (1862–1890), Schriftsteller des Frühnaturalismus
- Paul Baege (1876–1938), Lehrer, Autor und anhaltischer Heimatdichter
- Otto Körting (1884–1959), sozialdemokratischer Politiker
- Otto Ernst Hesse (1891–1946), Dramatiker und Publizist
- Erich Metzger (1892–1940), konservativer Journalist im Deutschen Reich
- Heinrich Schäfer (1909–1980), Agrar-, Tierzuchtwissenschaftler und Hochschullehrer
- Hans Linde (1913–1993), Soziologe
- Paul Kersten (* 1949), Fußballspieler
- Uwe Weller (* 1958), Fußballspieler
- Christian Gille (* 1976), Kanurennsportler, Olympiasieger in Athen 2004, verbrachte seine Kindheit in Jeßnitz und begann im örtlichen Kanu-Club seine sportliche Karriere

### Persönlichkeiten, die in Jeßnitz gewirkt haben
- Bernhard Franke (1922–2004), Maler und Grafiker, lebte und arbeitete von 1976 bis 1989 in Jeßnitz